# John Alcott
John Alcott (Isleworth, Hounslow, Inglaterra 1931 - Cannes, Alpes Marítimos, Francia, 28 de julio de 1986) fue un director de fotografía inglés, conocido por su colaboración en varias de las obras de Stanley Kubrick, de entre las cuales destacaría su trabajo en Barry Lyndon, ganadora de un Óscar a la mejor fotografía en 1975. Además es un destacado miembro de la British Society of Cinematographers (BSC) desde 1976.

## Carrera

### Inicios
Nacido en Isleworth (Inglaterra) en 1931, John Alcott era hijo del productor ejecutivo cinematográfico Arthur Alcott, quien controlaba la producción de los Gainsborough Studios durante los años cuarenta.
Alcott empezó su carrera en el mundo del cine como asistente de cámara, pero rápidamente logró ascender y en 1960 consiguió el puesto de primer asistente de cámara. Éste suponía ciertas responsabilidades como medir las distancias entre la cámara y el sujeto/objeto a grabar, trabajo imprescindible para algunos movimientos de cámara como el travelling, y ajustar la lente para enfocar correctamente en los seguimientos de personajes.

### La etapa “Stanley Kubrick”
A mediados de los sesenta, Alcott era un miembro del equipo de cámara de Geoffrey Unsworth en 2001: Una odisea en el espacio (1968), la obra de Stanley Kubrick. Sin embargo, cuando Unsworth tuvo que dejar el proyecto durante dos años por otros compromisos, Alcott fue ascendido a director de fotografía por el mismo Kubrick; lo que supuso el inicio de una larga colaboración que llegaría a su punto más álgido con Barry Lyndon (1975).
Alcott tenía cierta preferencia a que la luz fuera natural, aquella que no llamara la atención sobre sí misma, lo cual encajaba perfectamente con las ideas sobre iluminación que tenía Kubrick, desarrollándolas ambos en ciertas escenas de La naranja mecánica (1971) e incluso en Barry Lyndon en la cual hay escenas únicamente iluminadas por la luz que proyectan las velas.
Mientras su relación con Kubrick daba frutos cinematográficos como Barry Lyndon, Alcott tenía bajo su mando como primer asistente de cámara a Douglas Milsome, quien le sucedería como director de fotografía al servicio de Kubrick.
Durante la grabación de lo que sería su última colaboración con Stanley Kubrick, El resplandor (1980) Alcott iluminó el hotel con fuentes de luz practicables, es decir, fuentes de luz que son visibles en pantalla como una parte del decorado y como parte de los elementos de iluminación, y a su vez, como ya hizo en Barry Lyndon, Alcott añadió al set luz procedente del exterior a través de las ventanas del decorado. La altas temperaturas (110 grados Fahrenheit/ 42,9 °C) causadas por los 700.000 vatios de la iluminación a través de las ventanas fueron necesarias para crear el efecto blanco favorito de Kubrick y también causantes de que el decorado se quemara.

### Sus otros trabajos
Alcott, que había participado también en diversos anuncios de televisión y cortometrajes para algunos directores en Reino Unido - ya que según él suponía cierto acercamiento a directores noveles con nuevas y originales ideas - se mudó a Estados Unidos en 1981 para obtener un empleo fijo del cual carecía durante su época en la industria de cine británica. Sus proyectos como director de fotografía fuera del legado de Kubrick incluyen tres películas con el director Stuart Cooper y dos con Roger Spottiswoode. Alcott no pudo participar en Full Metal Jacket (1987) de Kubrick cuyo rodaje comenzó en 1985, y que, como la mayoría de las obras de Kubrick, suponía un compromiso enorme de tiempo que afectaba a otros proyectos de Alcott. Por lo tanto Kubrick tuvo que contratar al primer asistente de cámara de Alcott en El resplandor y en Barry Lyndon para la dirección fotográfica de Full Metal Jacket, Douglas Milsome.
Las obras de Alcott ajenas a la colaboración con Kubrick eran inusuales en él, e incluían el largometraje slasher Un San Valentín sangriento (1981) pero su pericia era capaz de procurar gran calidad visual a películas como Distrito Apache (1981) El señor de las bestias (1982) Bajo el fuego (1983) y Greystoke, la leyenda de Tarzán el rey de los monos (1984) de Hugh Hudson.
Alcott falleció a causa de un infarto el 28 de julio de 1986 en Cannes, Francia; siendo considerado como uno de los grandes artistas y técnicos de la industria en ese momento, capaz de superar los impedimentos técnicos de aquella época. Su última película, No hay salida (1987), fue dedicada a su memoria. La British Society of Cinematographers nombró a uno de sus premios bajo el título de BSC John Alcott ARRI Award en su honor, conmemorando su papel como director de fotografía y por su contribución al desarrollo del cine como séptimo arte.

## Barry Lyndon: el trabajo que le valió el Óscar

### Influencia pictórica
Donde más se hace patente su denotada influencia pictórica es En Barry Lyndon (1975) en la cual se perciben referentes de los paisajistas ingleses del siglo XVIII como Gainsborough, Joshua Reynolds y Constable, pintores contemporáneos a Redmond Barry, protagonista del libro en el que se basa el largometraje, Las memorias de Barry Lyndon de William Makepeace Thackeray.
Sin embargo, lo más destacable de Alcott en la película es su trabajo con la luz, llevando a cabo una iluminación basada en la propia de la pintura holandesa; con influencias lumínicas de Jan Vermeer, y claroscuros que recuerdan a los del propio Rembrandt o a los del francés Antoine Watteau.
Y sin embargo las referencias pictóricas no se limitan a las mencionadas, puesto que los retratos de Gainsborough y Thomas Lawrence influyeron en la caracterización de los personajes, sobre todo en los femeninos; y los vestuarios se asemejan a los retratados por el pintor inglés George Stubbs y por el polaco Chodowiecki del cual también influyen los ambientes y mobiliarios. Zoffany y William Hogarth también influyen con su concepción de la vida cortesana.

### Creación del ambiente y la luz
Para conseguir la ambientación en el siglo XVIII Kubrick y Alcott tuvieron que tomar una serie de determinaciones en el diseño de la luz y el tratamiento del negativo.
En las tomas diurnas se empleó exclusivamente la luz del sol, y en las nocturnas se iluminó la escena únicamente con velas de cera de abeja y con la luz natural de las ventanas, prescindiendo en ambos casos del uso de focos.
En los interiores, el empleo de la luz natural procedente de los ventanales conseguía un gran contraste de claroscuros provocados de manera natural.
En cuanto a los exteriores, el uso de reflectores evitaba tener que emplear luces de relleno para eliminar las sombras. Además, para disponer de mayor sensibilidad en exteriores, se eliminó el filtro de luz diurna 85B y se corrigió el color en laboratorio haciendo que los verdes y azules aparecieran más saturados y el resto de colores más apastelados.

### Objetivos y cámaras
Una de las peculiaridades de este largometraje es que en él se emplearon objetivos especiales para captar adecuadamente la luz de las velas o en general, la escasa iluminación. Hasta entonces no existían lentes lo suficientemente sensibles para dichas condiciones así que Kubrick empleó una lente Zeiss 50mm, F 0,7 de gran apertura de diafragma y diseñada para el Programa Apolo de la NASA, siendo adaptada a una cámara cinematográfica común por el ingeniero de Cinema Products Corp. Ed Di Giulio. El uso de esta lente ayudaba a la creación de un halo de luz especial en torno a los personajes a la vez que reducía la profundidad de campo y aplanaba la imagen, confiriéndole una semejanza aún mayor con la pintura. Esta misma sensación de aplanamiento era concebida también a través del zoom, rechazado hasta entonces por la mayor parte de directores y empleado por Kubrick y Alcott para una transición fluida entre planos, que ayudara a concebir el conjunto y a prescindir en buena parte del montaje.

## Filmografía

### Cámara y departamento eléctrico
- Easy Money (1948) (clapper/loader) (sin acreditar)
- Los arqueros del rey (1952) (asistente de cámara) (sin acreditar)
- The Long Memory (1953) (asistente de cámara) (sin acreditar)
- El millonario (1954) (asistente de cámara) (sin acreditar)
- Value for Money (1955) (primer asistente de cámara)
- An Alligator Named Daisy (1955) (primer asistente de cámara) (sin acreditar)
- Barrio peligroso (1958) (primer asistente de cámara)
- A Night to Remember (1958) (primer asistente de cámara) (sin acreditar)
- La India en llamas (1959) (primer asistente de cámara) (sin acreditar)
- El demonio, la carne y el perdón (1961) (primer asistente de cámara) (sin acreditar)
- Cuando el viento silba (1961) (primer asistente de cámara) (sin acreditar)
- Tessa, la gran atracción (1962) (primer asistente de cámara) (sin acreditar)
- La pícara tahitiana (1963) (primer asistente de cámara) (sin acreditar)
- Otelo (1965) (asistente de cámara) (sin acreditar)
- 2001: Una odisea del espacio (1968) (fotografía adicional)

### Como director de fotografía
- La naranja mecánica (1971)
- Little Malcolm (1974)
- Overlord (1975)
- Barry Lyndon (1975)
- Marchar o morir (1977)
- La desaparición (1977)
- Pero... ¿quién mata a los grandes chefs? (1978)
- El resplandor (1980)
- El tren del terror (1980)
- Fangio - Una vita a 300 all'ora (1981)
- Distrito Apache (1981)
- La jauría del vicio (1982)
- El señor de las bestias (1982)
- El triunfo de un hombre llamado Caballo (1983)
- Bajo el fuego (1983)
- Greystoke, la leyenda de Tarzán, el rey de los monos (1984)
- Baby, el secreto de una leyenda perdida (1985)
- La aventura más milagrosa jamás contada (1986)
- Verano de aguas cristalinas (1987)
- No hay salida (1987)

### Agradecimientos
- Butch Minds the Baby (1979) (agradecimiento especial)
- No hay salida (1987) (dedicado a su memoria)
- Verano de aguas cristalinas (1987) (dedicado a su memoria)

## Premios y distinciones
Premios Óscar
| Año  | Categoría        | Película     | Resultado |
| ---- | ---------------- | ------------ | --------- |
| 1976 | Mejor fotografía | Barry Lyndon | Ganador   |

- Nominado al BAFTA Film Award [1973] por La naranja mecánica.

- Ganador del  BSC Best Cinematography Award (1975), LAFCA Award (1975), NSFC Award (1975) , BAFTA Film Award (1976) por Barry Lyndon.

- Nominado al BSC Best Cinematography Award (1984) y al BAFTA Film Award (1985) por Greystoke: La leyenda de Tarzán, el rey de los monos.